# Монтезано Салентино
Монтеза̀но Салентѝно (на италиански: Montesano Salentino, на местен диалект Muntesànu, Мунтезану) е малко градче и община в Южна Италия, провинция Лече, регион Пулия. Разположено е на 105 m надморска височина. Населението на общината е 2684 души (към 2011 г.).